# 크라슬라바

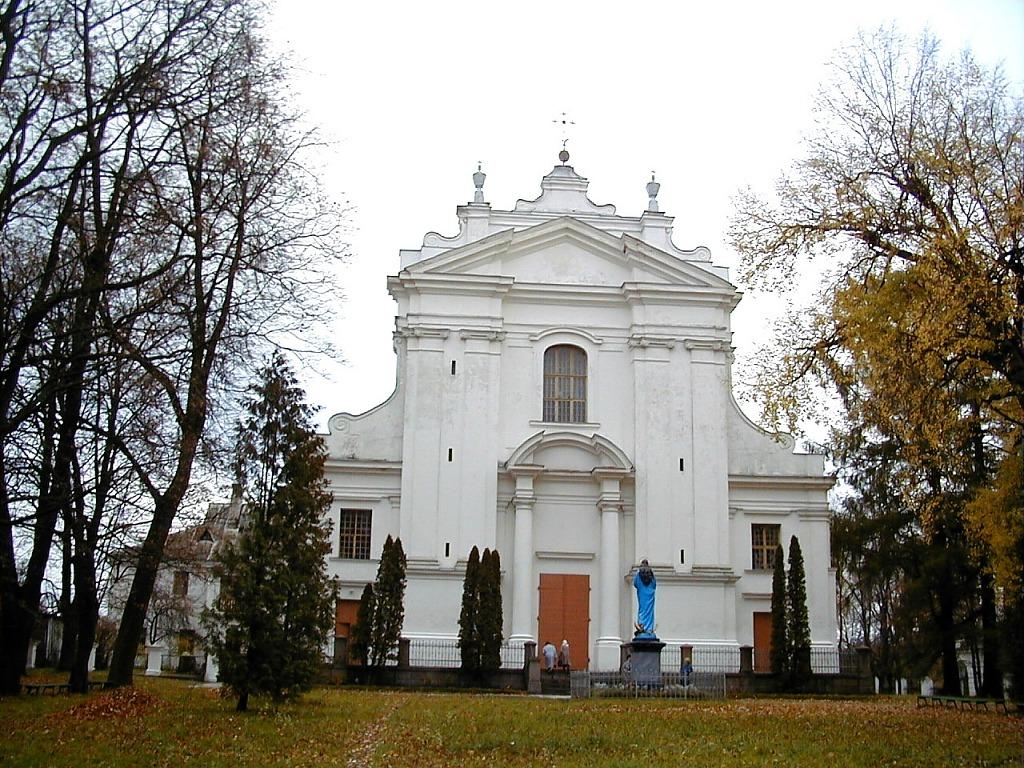
크라슬라바 가톨릭 교회

크라슬라바(라트비아어: Krāslava)는 라트비아 남동부에 위치한 도시로 크라슬라바 시의 행정 중심지이며 면적은 8.6km2, 인구는 10,854명, 인구 밀도는 1,262명/km2이다. 다우가바강과 접하며 벨라루스 국경과 가까운 지점에 위치한다.
1558년 리보니아 기사단의 문헌에서 처음으로 등장했으며 1676년엔 예수 기사단에 의해 요새가 건립되었다. 1729년에는 얀 루트비크 플라테르(Jan Ludwig Plater) 백작이 이 곳을 사들이면서부터 플레타르 가문이 소유한 영지가 되었다. 크라슬라바는 독일, 폴란드 출신 장인들에 의해 생산된 카펫, 벨벤, 천, 모직, 무기, 보석으로 널리 알려졌다. 1757년부터 1842년까지는 로마 가톨릭교회 신학대학이 입주했다.

시 문장